# Prix Jean-Jacques-Rousseau
 (avril 2024).
L'article doit être relu — et modifié si nécessaire — par des contributeurs indépendants pour apporter un regard critique aux contributions effectuées en violation des conditions d'utilisation de Wikipédia, tant sur la forme (notamment concernant le style encyclopédique, la proportionnalité) que sur le fond (la neutralité de point de vue, la qualité et l'indépendance des sources).
(Politique pour les contributions rémunérées | Comprendre le dépubage | En discuter)
 (avril 2013).
Si vous disposez d'ouvrages ou d'articles de référence ou si vous connaissez des sites web de qualité traitant du thème abordé ici, merci de compléter l'article en donnant les références utiles à sa vérifiabilité et en les liant à la section « Notes et références ».
Le prix littéraire Jean-Jacques-Rousseau de l’autobiographie a été créé en 2010 par André Miret Romain Estorc. Il vise à récompenser des œuvres autobiographiques ou autofictionnelles de langue française éditées dans l’année en cours. Créé en 2010, le premier prix fut décerné sur la base de critères plus généraux et respectant l'esprit du philosophe. Ce n'est qu'en 2011 que le jury décida de recentrer le prix sur l'autobiographie.

## Place du prix parmi les autres prix littéraires

### Spécificité
Le prix Jean-Jacques-Rousseau vise à mettre en valeur le genre littéraire de l'autobiographie. Il récompense chaque année un auteur pour une autobiographie ou une autofiction parue dans l'année en cours.

### Jean-Jacques Rousseau et le genre autobiographique
Jean-Jacques Rousseau est connu pour être le précurseur du genre autobiographique par ses Confessions, à la suite des Confessions d'Augustin d'Hippone.

« Je forme une entreprise qui n'eut jamais d'exemple […]. Je veux montrer à mes semblables un homme dans toute la vérité de la nature, et cet homme, ce sera moi… Je me suis montré tel que je fus, méprisable et vil quand je l'ai été, bon, généreux, sublime, quand je l'ai été. »

— Jean-Jacques Rousseau, Les Confessions

## Membres du jury
La liste des membres et anciens membres du jury est :
- André Mir[2], fondateur du prix, président de l’association, professeur d’anglais[3]
- Romain Estorc, cofondateur du prix, secrétaire de l’association, normalien, professeur de lettres et musicologue
- Alain Beuve-Méry[2], journaliste au Monde
- Peter McPhee[2], historien de la Révolution française, professeur à l'université de Melbourne (2011-2023)
- Isabelle Solal, éditrice
- Agathe Colombier Hochberg[2], écrivain
- Pierre-Théo Gégauff, professeur d’histoire
- Ysabelle Lacamp[2], écrivaine (décédée en 2023)
- Pascal Le Vigoureux, directeur de société
- Carine Roudière-Sébastien, agrégée de lettres, docteur ès lettres (2011-2023)
- Sabine Huynh, écrivaine, poète, traductrice littéraire, doctoresse en linguistique (depuis 2024)
- Jean-Guillaume d'Ornano, éditeur de presse (depuis 2024)

## Liste des lauréats

### Années 2010
- 2010 : Fabrice Humbert pour La Fortune de Sila[4] (éditions du Passage)
- 2011 : Claude Arnaud pour Qu’as-tu fait de tes frères[5] (éditions Grasset)
- 2012 : Charles Berling  pour Aujourd’hui maman est morte (éditions Flammarion)
- 2013 : Philippe Claudel pour Parfums[6] (éditions Stock)
- 2014 : Dominique Noguez pour Une année qui commence bien (éditions Flammarion)
- 2015 : Marceline Loridan-Ivens pour Et tu n'es pas revenu (éditions Grasset)
- 2016 : Jean d'Ormesson pour Je dirai malgré tout que cette vie fut belle (éditions Gallimard)
- 2017 : Frédéric Mitterrand pour Mes regrets sont des remords (éditions Robert Laffont)
- 2018 : Françoise Grard pour Printemps amers (éditions Maurice Nadeau)
- 2019 : Philippe Val pour Tu finiras clochard comme ton Zola (éditions de l'Observatoire)

### Années 2020
- 2020 : Vanessa Springora pour Le Consentement[7] (Grasset) et pour le premier prix de l'essai autobiographique : Piotr Smolar pour Mauvais Juif (Les Equateurs)
- 2021 : Pierre Nora pour Jeunesse[8] (Gallimard)
- 2022 : Élie Barnavi pour Confessions d'un bon à rien (Grasset)
- 2023 : Sabine Huynh[1],[9]pour Elvis à la radio (Maurice Nadeau)
- 2024 : Marcel Cohen pour Cinq Femmes (Gallimard)[10]
- 2025 : Alice Develey pour Tombée du Ciel (L'Iconoclaste)